# Pietro Gasparri
Pietro Gasparri (Capovallazza di Ussita, 1852. május 5. – Róma, 1934. november 18.) olasz katolikus bíboros, érsek, az Apostoli Szentszék államtitkára és diplomatája.

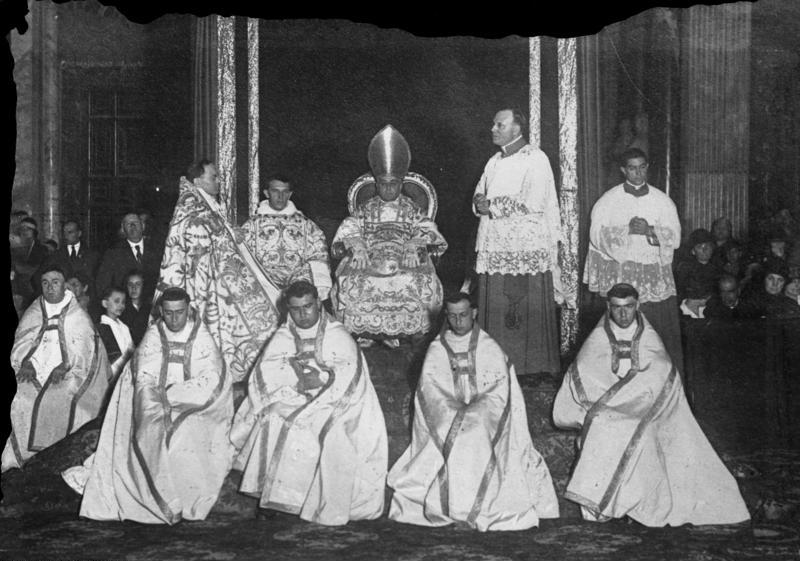
Egy liturgikus ünnepségen 1928 decemberében

## Élete
Kisbirtokos családban született a Macerata megyei lévő Capovallazza di Ussita településen, amely akkor még a pápai állam része volt, Bernardino Gasparri és Giovanna Silj kilenc gyermeke közül a legfiatalabbként. Korán belépett a nepi kisszemináriumba, anyai nagybátyja, Msgr. Pietro Silj, a székesegyház főpapja és az egyházmegye általános helynöke volt. 1870-ig Nepiben maradt, majd belépett a római pápai szemináriumba. Ezt követően a római Sant'Apollinare Pápai Athenaeumban tanult teológiát, filozófia, teológia és utroque iure szakon, azaz polgári jogból és kánonjogból szerzett diplomát.
1877. március 31-én szentelték pappá Rómában, és ott dolgozott Teodolfo Mertel bíboros személyi titkáraként. Időközben azt a feladatot kapta, hogy a római Pápai Szemináriumban egyháztörténetet és teológiát, majd a római „De Propaganda fide” városi Athenaeumban kánonjogot tanítson. 1870 és 1898 között a Párizsi Katolikus Intézet karának volt a tagja. A párizsi plébániatemplomokban szolgált az olasz bevándorlók számára, és a párizsi érsek munkatársa volt. 1896-ban az anglikán egyház felszenteléseinek érvényességét vizsgáló Pápai Bizottság tagjává nevezték ki.
1898. január 2-án XIII. Leó pápa a palesztinai Caesarea címzetes érsévé nevezte ki in partibus, és apostoli küldöttnek Peruban, Ecuadorba és Bolíviába. Püspökké szentelését François Richard bíboros végezte. 1901-ben a Rendkívüli Egyházügyi Kongregáció, 1904-ben pedig a kánonjogi kodifikációs bizottság titkárává nevezték ki.
Az 1907. december 16-i konzisztóriumban X. Piusz pápa bíborossá nevezte ki San Bernardo alle Terme címmel; 1915-ben a San Lorenzo in Lucina címet választotta. Gasparri 1914 májusától 1915 januárjáig, majd 1916 decemberétől haláláig a Szent Római Egyház camerlengója volt.
Domenico Ferrata bíboros 1914 őszén bekövetkezett halála után XV. Benedek pápa főállamtitkárrá nevezte ki. 1914 és 1918 között az Apostoli Palota prefektusa volt.
1917-ben, az 1983-ig érvényben volt Kánonjogi Kódex kihirdetése után, amelyhez ő is hozzájárult, XV. Benedek pápa kinevezte a Codex Iuris Canonici Hiteles Értelmezésével Foglalkozó Bizottság elnökévé. 1929-ben a keleti egyházak kánonjogi kodifikációjával foglalkozó bizottság elnöki tisztét bízták rá.
Az 1922-es konklávé után az új, XI. Piusz pápa megerősítette minden tisztségében, amelyhez 1925-ben a Rendkívüli Egyházügyi Kongregáció prefektusságát is hozzátette.
1929. február 11-én aláírta a lateráni egyezményt Benito Mussolinivel, amely véget vetett a Szentszék és az olasz állam között 1870-ben a Porta Pia elfoglalása és a pápák világi hatalmának megszűnésével kibontakozó hosszú vitának. Meggyőzően érvelt azzal, hogy a Gondviselés helyezte oda a Ducét, ahol volt. Egy évvel később lemondott az államtitkárságról. 1930-ban saját nevén adta ki a Cathechismus Catholicust. 1933-ban Olaszország jogtudományi akadémikusává nevezték ki.
1934. november 18-án halt meg Rómában, és az ussitai temetőben temették el, miután unokaöccse, Enrico bíboros celebrálta temetési szertartását. A Közép-Olaszországot 2016. október 26-án és 30-án sújtó földrengést követően a bíboros sírja teljesen összeomlott; holttestét ideiglenesen a camerinói székesegyház kriptájában helyezték el, amely jelenleg Ussita egyházmegyéje része. Rómában a Primavalle kerület egyik utcáját róla nevezték el.

## Püspöki genealógia és apostoli utódlása
Püspöki genealógiája:
- Scipione Rebiba bíboros
- Giulio Antonio Santori bíboros
- Girolamo Bernerio bíboros, OP
- Galeazzo Sanvitale érsek
- Ludovico Ludovisi bíboros
- Luigi Caetani bíboros
- Ulderico Carpegna bíboros
- Paluzzo Paluzzi Altieri Albertoni bíboros
- XIII. Benedek pápa
- XIV. Benedek pápa
- XIII. Kelemen pápa
- Marcantonio Colonna bíboros
- Giacinto Sigismondo Gerdil bíboros, B.
- Giulio Maria somagliai bíboros
- Carlo Odescalchi bíboros, S.I.
- Eugène de Mazenod püspök, O.M.I.
- Joseph Hippolyte Guibert bíboros, O.M.I.
- François-Marie-Benjamin Richard bíboros
- Pietro Gasparri bíboros

Apostoli utódlása:
- Francesco Marchetti Selvaggiani bíboros (1918)
- Benedetto Aloisi Masella bíboros (1919)
- Clemente Micara bíboros (1920)
- Francesco Marmaggi bíboros (1920)
- Luigi Maglione bíboros (1920)
- Roberto Vicentini pátriárka (1921)
- Ermenegildo Pellegrinetti bíboros (1922)
- Cesare Orsenigo érsek (1922)
- Angelo Rotta érsek (1922)
- Gaetano Cicognani bíboros (1925)
- Paolo Giobbe bíboros (1925)
- Pietro Ciriaci bíboros (1928)
- Riccardo Bartoloni érsek (1928)
- Carlo Chiarlo bíboros (1928)
- Francesco Borgongini hercegbíboros (1929)

## Kitüntetései

### Olasz kitüntetések
- Az Ordine Supremo della Santissima Annunziata rend lovagja, 1930
- A Szent Móric és Lázár-rend Keresztje, 1930
- Az Ordine della Corona d'Italia rend nagykeresztjének lovagja, 1930

### Külföldi kitüntetések
- i. Osztályú Csillag a Szabadság Polgári Szolgálatáért (Észtország)
- A Fehér Sas Rendjének Lovagja (Lengyelország)
- A Máltai Uralkodó Katonai Rendje, 1917. december 29.
- A Torony és Kard Katonai Rend nagykeresztje (Portugália), 1929. október 23.